# Nenad Konstantinović
Nenad Konstantinović, cyr. Ненад Константиновић (ur. 9 lipca 1973 w Belgradzie) – serbski polityk i prawnik, w drugiej połowie lat 90. jeden z przywódców protestów studenckich oraz organizacji Otpor, poseł do Zgromadzenia Narodowego.

## Życiorys
Pochodzi z rodziny przedwojennych prawników i polityków, jego rodzice zostali natomiast nauczycielami akademickimi. Ukończył jedną ze stołecznych szkół średnich, a następnie studia prawnicze na Uniwersytecie w Belgradzie. Uzyskał uprawnienia adwokata w ramach belgradzkiej palestry, podejmując praktykę w rodzinnej kancelarii prawniczej.
W działalność publiczną zaangażował się w połowie lat 90. Był wiceprzewodniczącym komitetu centralnego koordynującego w latach 1996–1997 masowe manifestacje studentów, domagających się przywrócenia autonomii szkół wyższych i protestujących przeciwko fałszowaniu wyników wyborów lokalnych, co zarzucano socjalistom Slobodana Miloševicia. Od 1997 do 1998 Nenad Konstantinović pełnił funkcję wiceprzewodniczącego parlamentu studentów. W 1998 został jednym z założycieli i przewodniczącym rady ruchu Otpor!, obywatelskiej organizacji organizującej pokojowe protesty przeciwko rządom Slobodana Miloševicia.
Wstąpił także w szeregi Partii Demokratycznej. Z jej ramienia w 2007, 2008 i 2012 był wybierany do Zgromadzenia Narodowego. W 2014 odszedł do tworzonej przez Borisa Tadicia Nowej Partii Demokratycznej, nie uzyskał jednak z jej listy poselskiej reelekcji. Został w tym samym roku wiceprzewodniczącym swojego nowego ugrupowania (przekształconego wkrótce w Partię Socjaldemokratyczną). W wyniku wyborów w 2016 powrócił do serbskiego parlamentu. W trakcie kadencji został jednym z organizatorów nowego ruchy politycznego Srbija 21.